# Browning M2

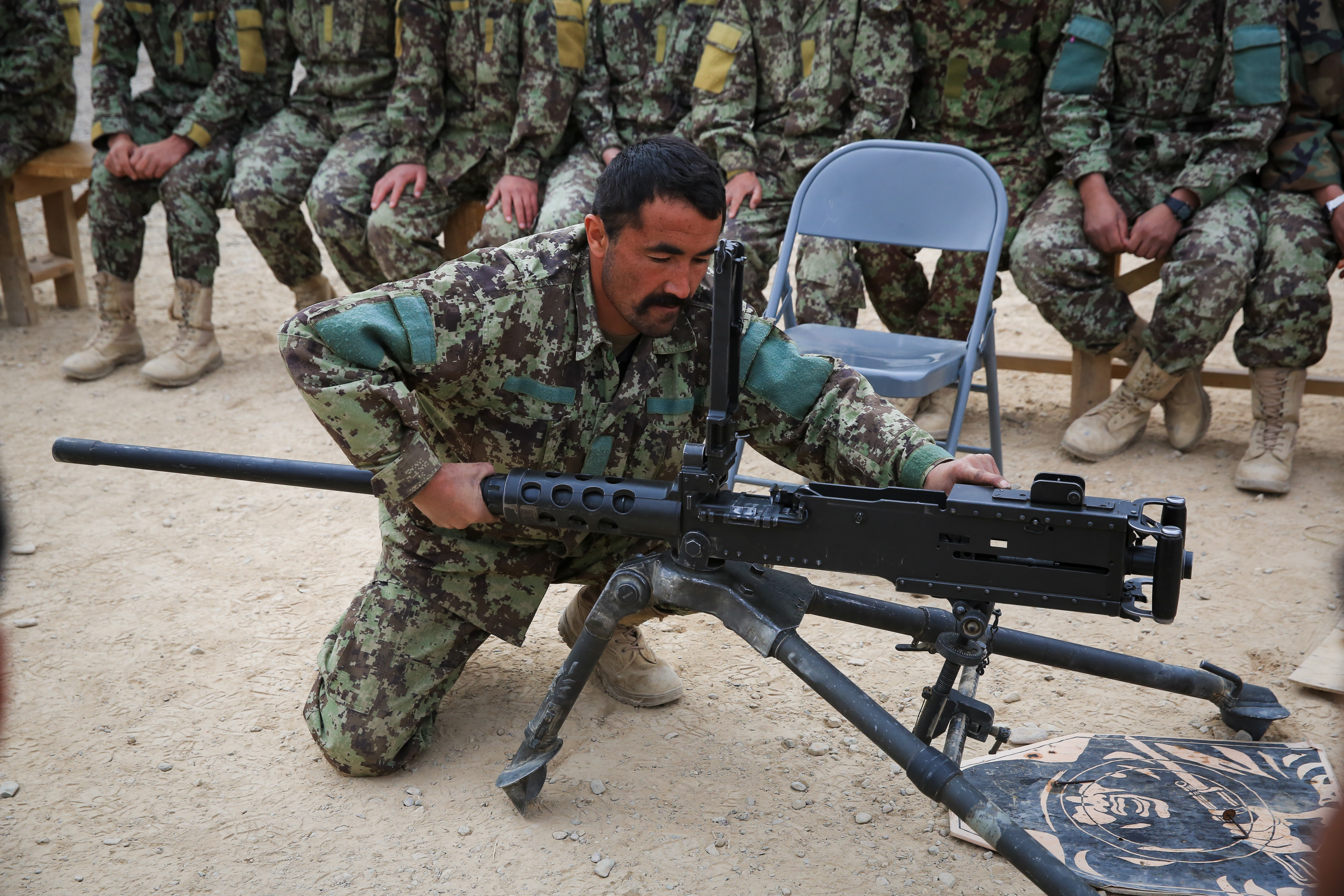
Training afghanischer Soldaten am M2

Das Browning M2 ist ein in den Vereinigten Staaten entwickeltes schweres Maschinengewehr. Es wird in verschiedenen Ausführungen von vielen Streitkräften der Welt eingesetzt. Die neuesten Versionen des M2 sind das M2 HQCB und M3M. Beim österreichischen Bundesheer ist es als überschweres Maschinengewehr (üsMG) klassifiziert, in der Bundeswehr trägt es die Bezeichnung MG50-1. Im Sprachgebrauch der Streitkräfte der Vereinigten Staaten haben sich die Kosenamen „Ma Deuce“ (M2 → Ma = M, Deuce = 2) oder „the fifty“ („das Fünfziger“) etabliert.

## Geschichte

### Entwicklung
Die Waffe ging aus Erfahrungen der American Expeditionary Forces (AEF) im Ersten Weltkrieg hervor. Hier musste man sich gegen gepanzerte Ziele wehren, hatte aber nicht die geeigneten Waffen dafür. Dies sollte sich ändern, nachdem Colonel John Parker, ein Offizier der MG-Schule der AEF, auf französische 11-mm-Munition aufmerksam wurde, mit der die Franzosen gepanzerte Ziele und Aufklärungsballons erfolgreich beschossen hatten.
Die französische Munition wurde aber als zu leistungsschwach beurteilt, so wurde John Moses Browning mit der Entwicklung eines überschweren Maschinengewehrs beauftragt, die Winchester Repeating Arms Company in New Haven, Connecticut, sollte die dafür geeignete Munition entwickeln. 
Nach einigen Quellen sollen Browning und Winchester zu dieser Zeit bereits an einer derartigen Waffe ähnlicher Konzeption gearbeitet haben, als der offizielle Auftrag erteilt wurde, jedoch handelte es sich hierbei noch um das Kaliber .30 in einer stärkeren Version der Patrone .30-06.
Die ersten Tests im Oktober 1918 zeigten nicht alle gewünschten Resultate – insbesondere war die Geschossgeschwindigkeit zu gering und die Waffe nur schwer zu kontrollieren – trotzdem wurden 10.000 Stück des Modells Browning M1918 (Kaliber .30-06, mit Wasserkühlung) von der US-Armee bestellt. Erst nachdem eine deutsche Panzerbüchse (Tankgewehr M1918) mit Munition im Kaliber 13,25 mm erbeutet worden war, gelang es, eine Munition mit ausreichenden Leistungen zu entwickeln, um die damals üblichen Panzerungen zu durchschlagen. Es handelte sich dabei um die noch heute produzierte Patrone .50 BMG.
Das neue Maschinengewehr wurde ab 1921 produziert, mehrmals überarbeitet und erst 1933 in seiner endgültigen Version übernommen. Die eingeführten Versionen waren: M1921, M1921 A1, M2 und M2 HB. Im Unterschied zum M2 hat die HB-Variante (englisch heavy barrel = deutsch schwerer Lauf) einen längeren Lauf. Der Lauf ist nur bei der Standardversion mit einem gelochten Mantel umgeben, um die Kühlung zu verbessern.
Die Maschinengewehre wurden bei der Infanterie, auf Schiffen, auf Fahrzeugen und in Flugzeugen eingesetzt.

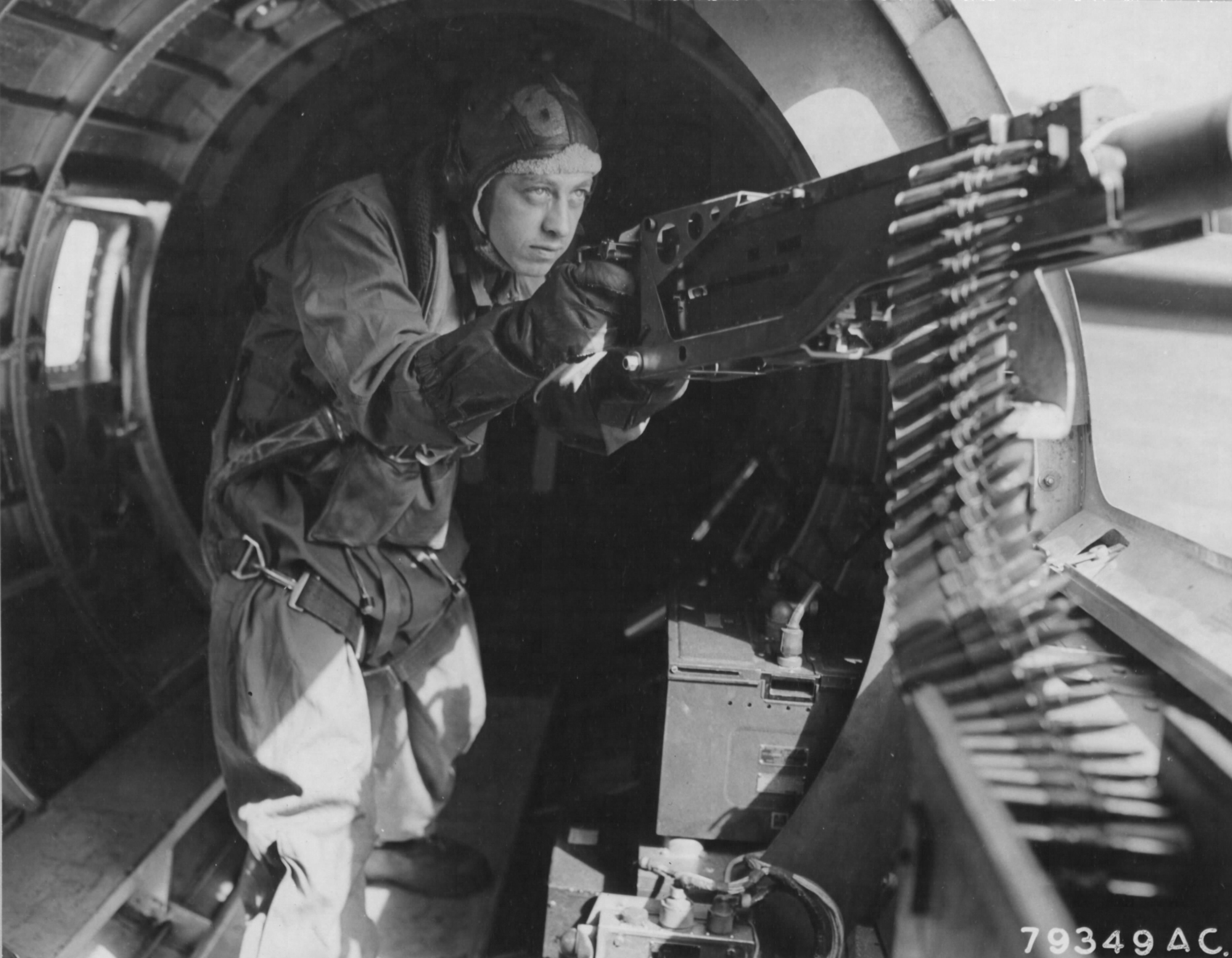
M2 als Bordwaffe für die B-17

Die luftgekühlte Version des M2 wurde während des gesamten Zweiten Weltkriegs als Bordwaffe von Flugzeugen mitgeführt. Hier kam es als fest eingebaute Version in Jagdflugzeugen oder als Defensivbewaffnung in Geschütztürmen und -lafetten von Bombern zum Einsatz. Die wassergekühlte Version des M2 wurde vor allem als leichtes Flugabwehrmaschinengewehr verwendet. Den Lauf umhüllte ein Tank mit Kühlflüssigkeit, die aus Frostschutzgründen zu 60 % aus Wasser und zu 40 % aus Alkohol bestand. Die Kühlflüssigkeit zirkulierte im Inneren des Tanks und schützte das MG vor dem Überhitzen. Das MG wurde bei der US-Navy 1942 durch die 20-mm-Oerlikon-Maschinenkanone ersetzt.

### Weiterentwicklungen

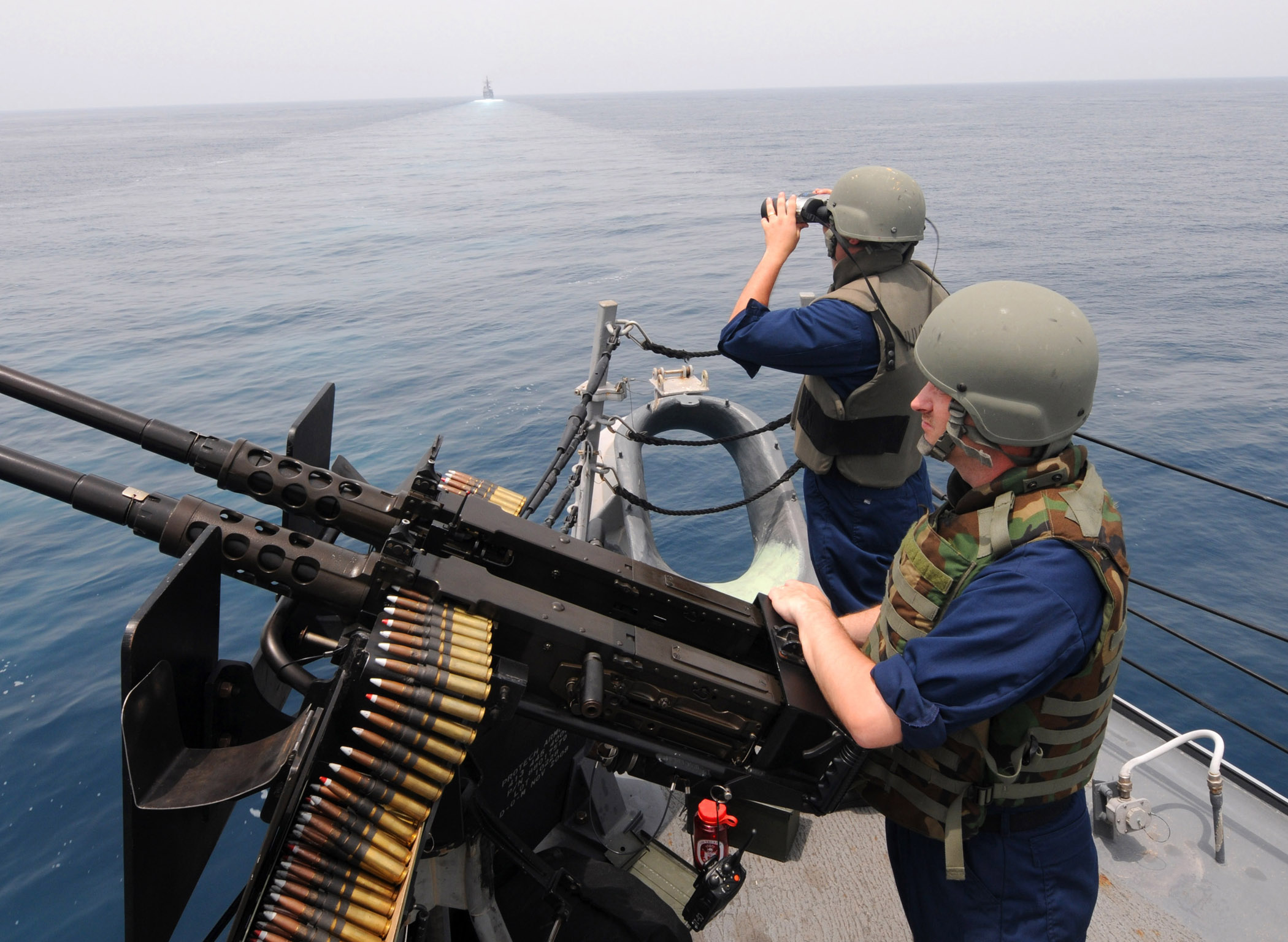
Browning M2-Zwilling

Die traditionelle Version des M2-Maschinengewehres blieb bis in die 1980er Jahre hinein bei der US-Armee und Streitkräften anderer Länder im Einsatz. Die belgische Firma Fabrique Nationale (FN) entwickelte in den 1970er Jahren die modernisierte Version M2 HQCB. Die Modernisierung des M2 war notwendig, um einen kostengünstigen Kompromiss zwischen den schweren Maschinengewehren und den sowohl bei der Herstellung als auch bei der Munition teureren Maschinenkanonen zu erreichen. Bei der neuen Version wurde es möglich, den Lauf innerhalb von Sekunden zu wechseln, da für das Lösen und Befestigen jeweils nur zwei Handgriffe nötig waren und der Lauf auch nicht justiert werden musste. Unterschiede gibt es ansonsten in dem zusätzlichen Transportgriff, einer Hartverchromung des Laufes zur Erhöhung der Lebensdauer und einigen kleineren Änderungen. FN Herstal lieferte sogar ein Set, um alte M2 nachrüsten zu können.
Seit 2001 ersetzen die amerikanischen Streitkräfte ihre alten M2HB und HQCB durch das neue M3M, eine weiter modernisierte Version von FN Herstal.

## Technik

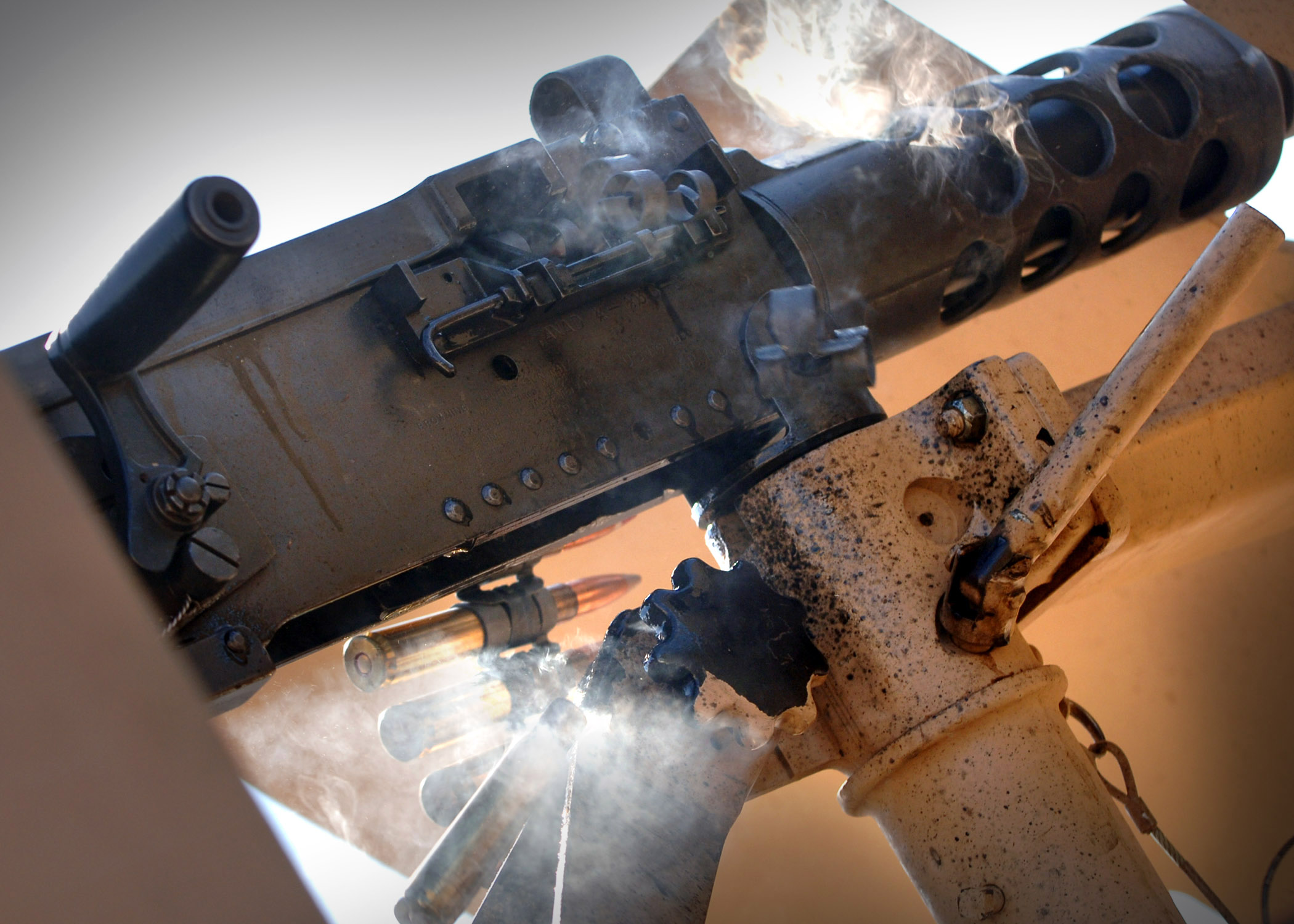
Metallgurtglieder- und Patronenhülsenauswurf nach dem Abfeuern des M2

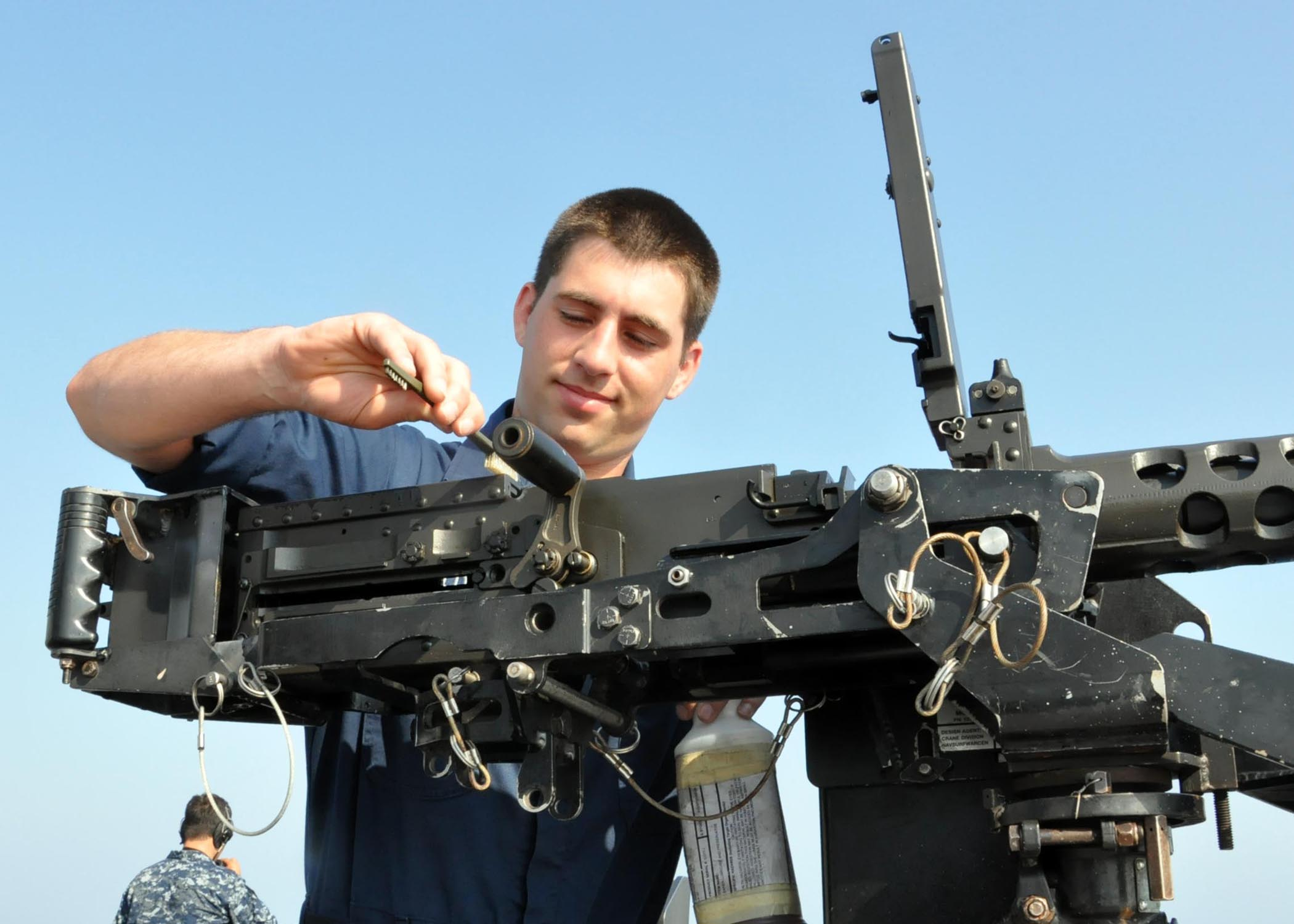
Wartung und Ölung

Das M2 ist ein zuschießender Rückstoßlader mit kurz zurücklaufendem Lauf und Blockverschluss. Der Verschluss verriegelt mittels eines vertikal verschiebbaren Verriegelungsstückes mit der Laufverlängerung. Ein Schleuderhebel überträgt die Rückwärtsbewegung des Laufs auf den Verschluss. Ein Puffer mit Reibringen (später zusätzlich ein Öldämpfer) am hinteren Gehäuseende mindert den Aufprall des Verschlusses. Ein zusätzlicher hydraulischer Puffer an der Laufverlängerung dämpft die Rücklaufbewegung des Verschlusses. Dieser Puffer ist verstellbar, wodurch die Kadenz geregelt werden kann.
Die zugeführte Patrone wird bereits gezündet, wenn Lauf und Verschluss schon verriegelt, aber noch in der Vorwärtsbewegung sind. Der Bewegungsimpuls nach vorne wirkt dem Rückstoßimpuls entgegen. Durch die Puffer, das Abfeuern in der Vorwärtsbewegung und die geringe Kadenz ist es möglich, das M2 trotz der leistungsstarken Munition von einem einfachen Dreibein abzufeuern.
Technisch ist das M2 aber in der Lage, eine deutlich höhere Kadenz zu erzielen. Dies wurde beim M3-Flugzeugmaschinengewehr umgesetzt.
Die Munitionszufuhr erfolgt durch Metallzerfallgurte, üblicherweise von links. Die Zuführung kann nach dem Austausch einiger Teile auch von rechts erfolgen.
Die Patronen werden bei der Rückwärtsbewegung des Verschlusses von einem Patronenauszieher nach hinten aus dem Gurt gezogen. Eine Steuerkurve drückt den Patronenauszieher nach unten, wodurch die Patrone in einen T-förmigen Schlitz in der Stirn des Verschlusses geschoben wird. Nach dem Abfeuern drückt die nächste Patrone die leere Hülse nach unten aus dem Schlitz. Die Hülsen werden durch eine Öffnung im Gehäuseboden ausgeworfen.

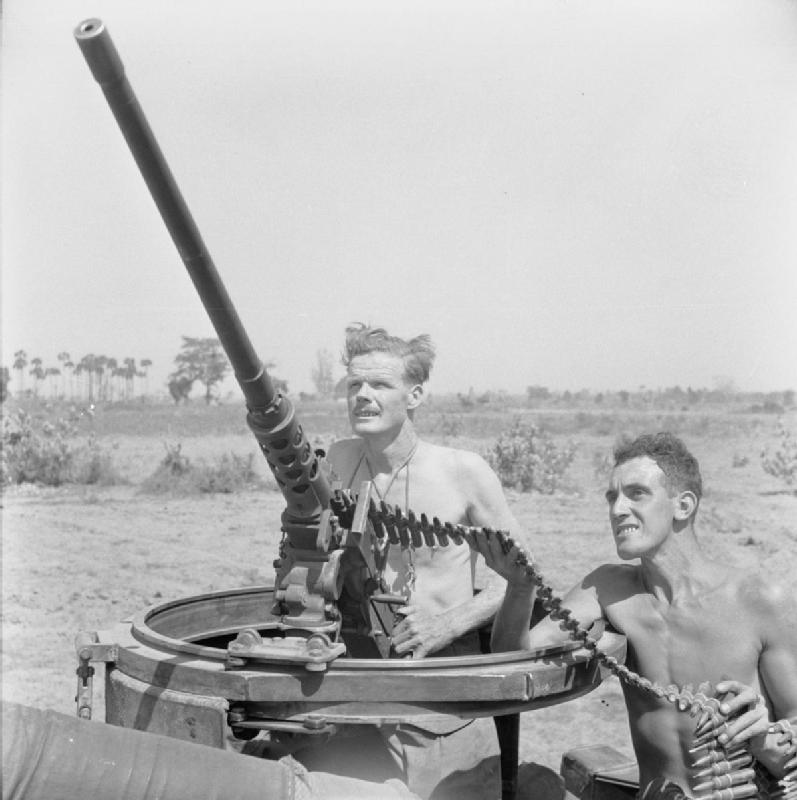
M2 zur Flugabwehr, Burma, 1945

Das M2 schießt Dauerfeuer; die M2 HB können auch Einzelfeuer schießen. Die Einrichtung für Einzelfeuer ist unkonventionell: eine Verschlusssperre fängt den Verschluss in der hinteren Stellung. Der Auslöser der Verschlusssperre befindet sich zwischen den Flügeln des Abzughebels. Um einen Einzelschuss abzugeben, betätigt der Schütze den Auslöser der Verschlusssperre, worauf der Verschluss vorschnellt und eine Patrone zuführt. Danach drückt der Schütze den Abzug. Um vollautomatisch zu schießen, drückt der Schütze den Auslöser der Verschlusssperre ein und legt diese durch Drehen fest. Dadurch wird die Verschlusssperre ausgeschaltet und der Verschluss läuft jedes Mal frei vor.
Der Verschlussabstand muss beim M2 stets korrekt eingestellt sein; ansonsten kann es (bei zu kleinem Verschlussabstand) zu Zündversagern oder (bei großem Verschlussabstand) zu Hülsenreißern kommen. Anders als beim M1919A4 kann das Einstellen des Verschlussabstands bei eingebautem Lauf erfolgen; das Einstellen geschieht durch Ein- und Ausschrauben des Laufes in der Laufverlängerung.
Die meisten M2 werden nicht direkt über den Spanngriff am Verschluss gespannt. Ein externer Spannhebel, der mit Hebelwirkung den hohen Anfangswiderstand der Spannbewegung überwindet, ist an praktisch allen manuell bedienten M2 montiert.

## Verwendung

Ein Browning M2 am Bug eines PBR (Patrol Boat River) während des Vietnamkrieg (Go Cong River / Januar 1967)

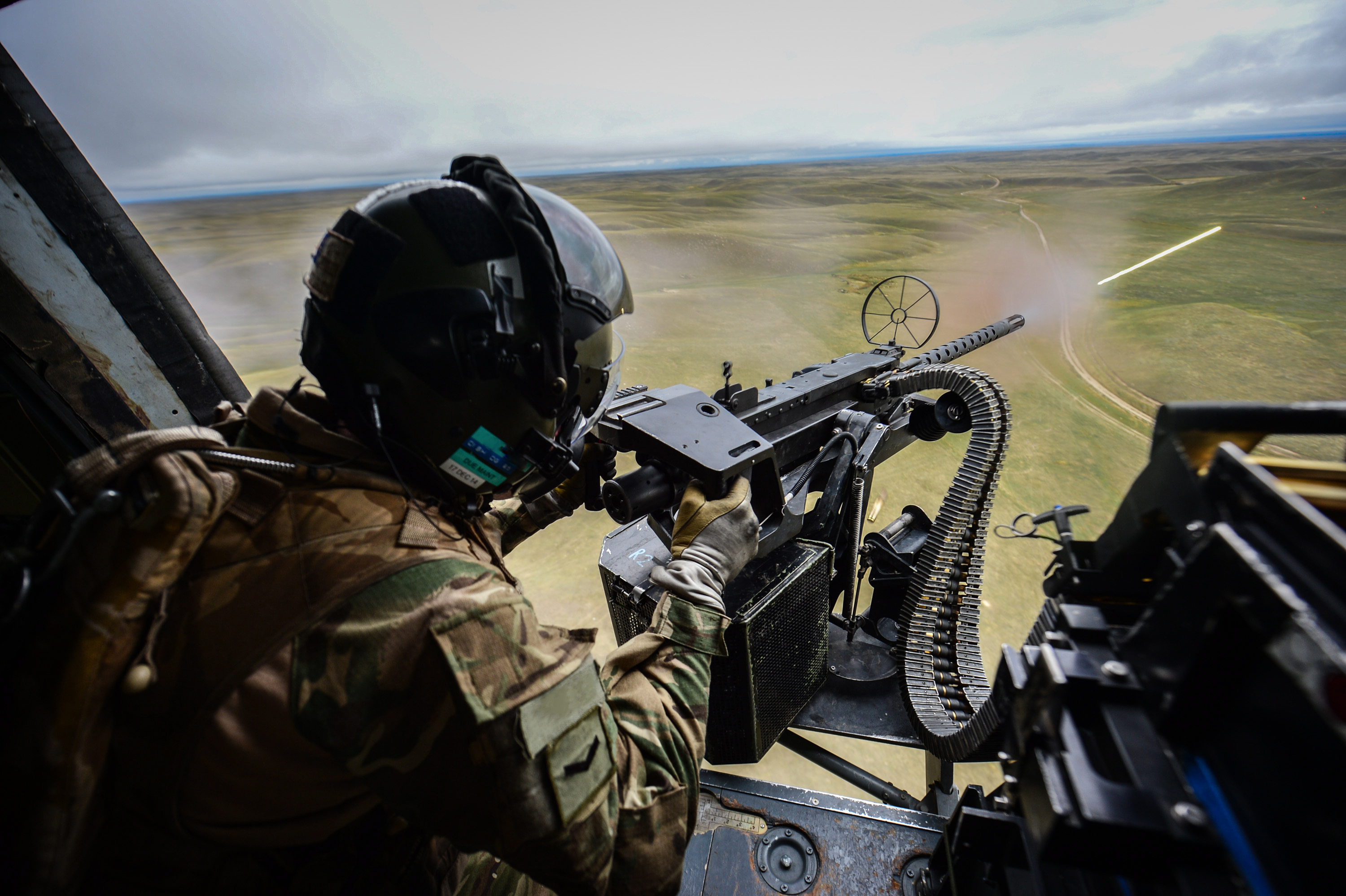
Doorgunner eines Lynx Mk.9A-Hubschraubers

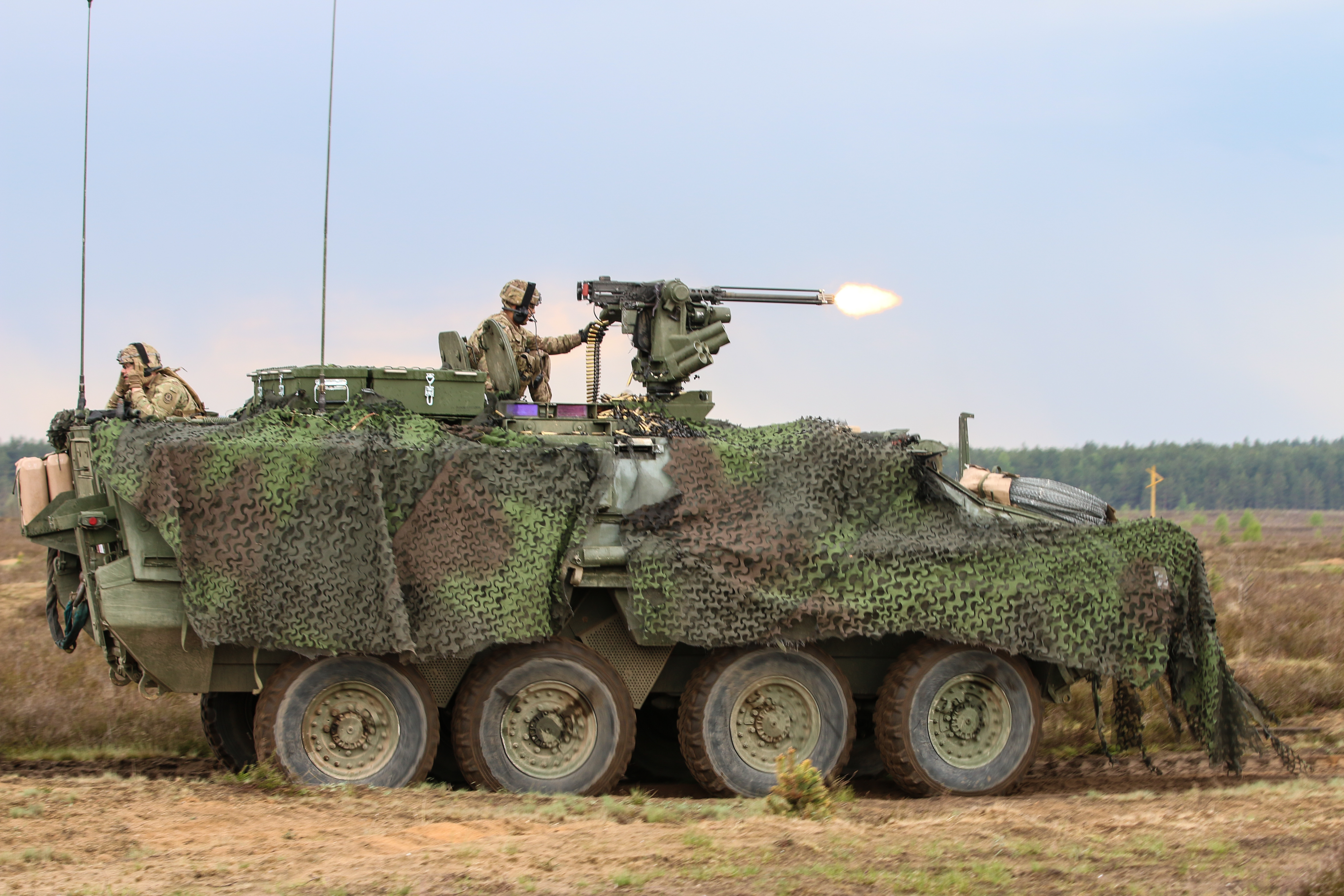
M2HB mit Manöverpatronengerät auf einem Stryker

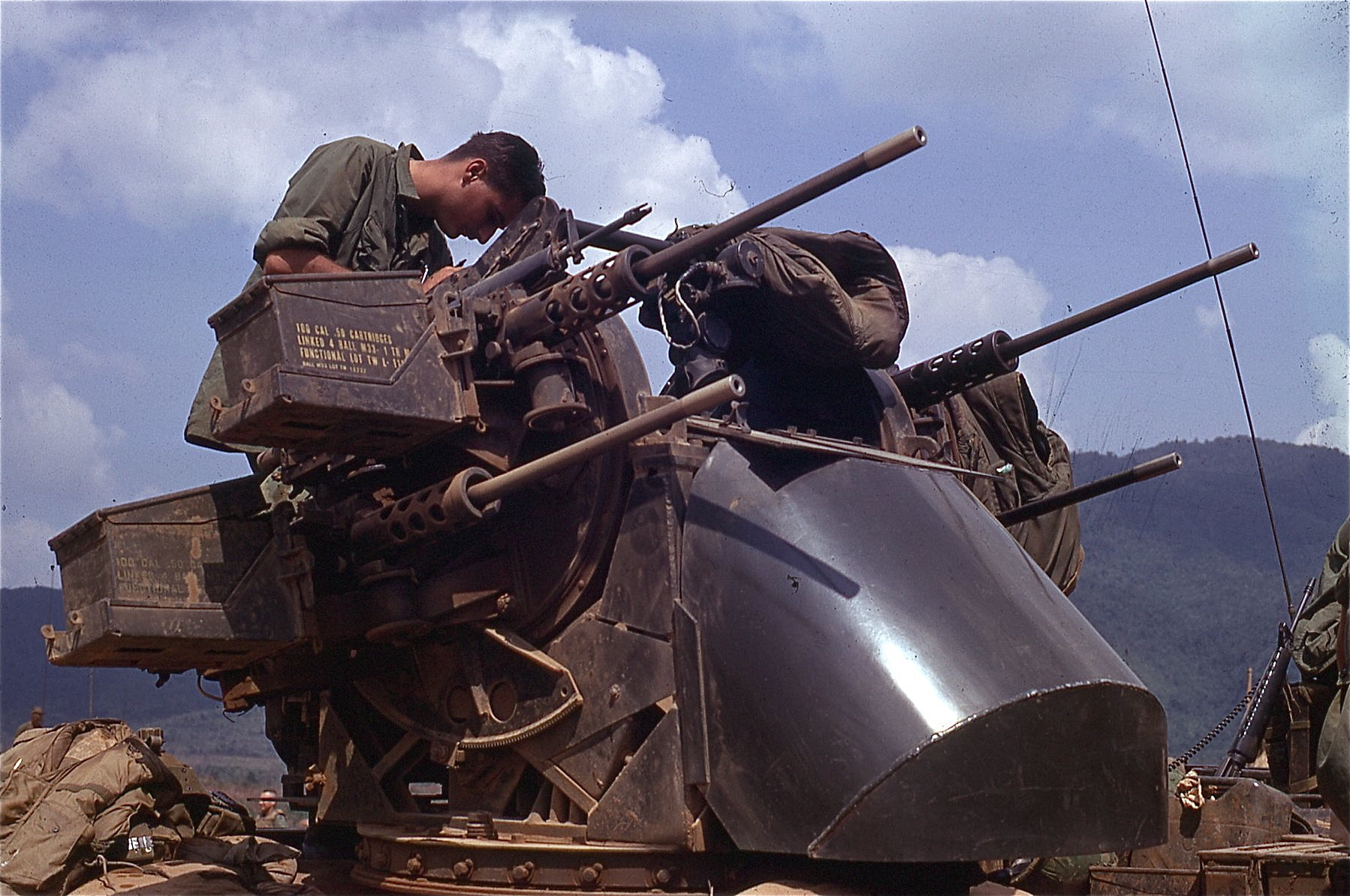
M45 Quadmount

Während des Zweiten Weltkrieges wurde das M2 von der US Army vielseitig eingesetzt. Der Infanterie diente es als schweres Maschinengewehr, bei den Panzerstreitkräften fand es Verwendung als Flugabwehr-MG, bei der Navy wurden es ebenfalls als Flugabwehr-MG benutzt; insbesondere bei den PT-Schnellbooten wurde es schnell zu einer von den Japanern gefürchteten Abwehrwaffe.
Viele US-Jagdmaschinen wie die P-38 Lightning, P-47 Thunderbolt oder P-51 Mustang benutzten das M2 als Hauptbewaffnung. Bei den US-Bombern wurde es zur Verteidigung gegen feindliche Jäger eingesetzt. Der B-17-Bomber, der den Beinamen „Flying Fortress“ („Fliegende Festung“) erhielt, besaß ab der E-Version 13 Stück M2-Brownings, was den Bomber für Jäger der Achsenmächte zu einem schwer zu bekämpfenden Gegner machte.
Im Vietnamkrieg wurde das M2 von den US-Soldaten gerne als feuerstarke Bewaffnung für ihre Gun trucks verwendet, anstelle des eigentlich dafür vorgesehenen M60. Die Patrol Boats wurden ebenfalls mit M2 bewaffnet.
Das M2 wird in vielen Varianten eingesetzt. So gibt es beim US-Militär zwölf Bezeichnungen für die Waffe, je nach Einsatzgebiet und Version. So findet sich das M2 als Hubschrauberbewaffnung am OH-58 Kiowa Warrior in den sogenannten Gunpods, als Bordschützenbewaffnung unter der Bezeichnung GAU-18/A, auch bekannt unter M3M von FN Herstal im HH-60G Pave Hawk der US Air Force.
In Deutschland ist das M2HB unter der Bezeichnung MG50-1 vergleichsweise selten vorzufinden. Unter anderem dient es auf einzelnen Fregatten und besonders Schnellbooten der Marine als Nahbereichswaffe und beim Heer beim KSK als Hauptwaffe auf dem Serval. Seit der Einführung des GTK Boxer bei der Bundeswehr findet das MG50-1 Verwendung als Schweres Maschinengewehr in der FLW 200. Mit dem Einsatz in der Operation Enduring Freedom wurde das M3M als Hubschrauberbewaffnung (CH-53 ist ab 2010 vom Heer an die Luftwaffe gegangen) eingeführt und befindet sich seitdem bei der deutschen Marine, beim deutschen Heer und bei der Luftwaffe im Einsatz. Ursprünglich fand es als Bordbewaffnung des M47- und M48-Patton-Panzers Eingang in die Bundeswehr, die es auch zu Anfang als Vierlings-Fla-Geschütz einsetzte.
Insgesamt gibt es ungefähr 100 Staaten, die das M2 nutzen, darunter sind die Vereinigten Staaten, Deutschland, Österreich, Schweiz, Luxemburg, Dänemark, Norwegen, Israel, Italien, Japan, Südkorea und Vietnam.